# Controlador de disco

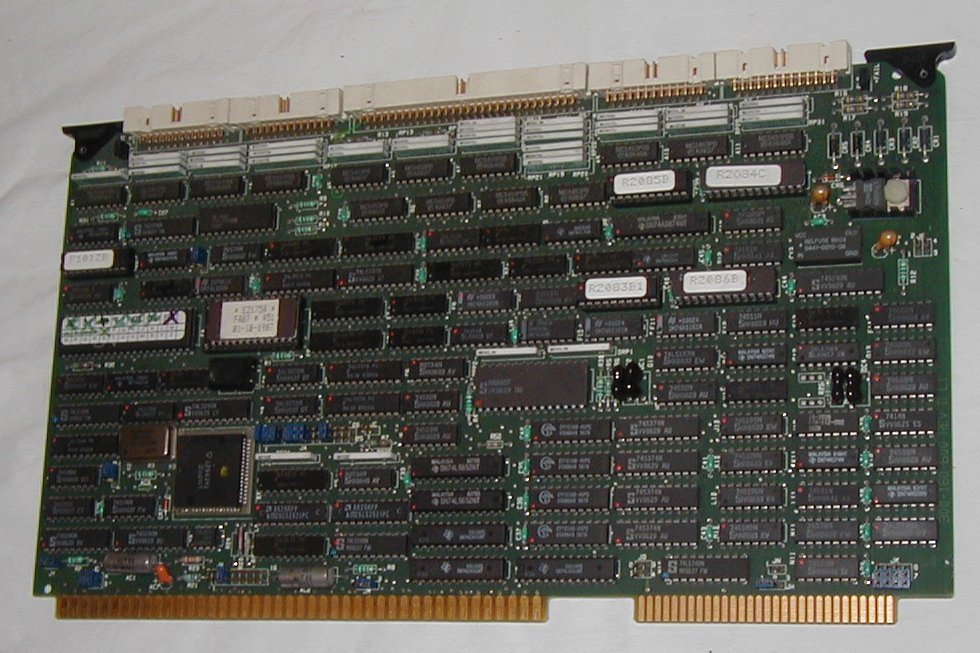
Placa controladora de disco Multibus 450 SMD, de la compañía Xylogics.

Un controlador de disco es el conjunto de circuitos integrados que tienen como función organizar la lectura y escritura en las unidades de disco en una computadora. Este dispositivo envía la información que necesita la computadora para interpretar los comandos que se soliciten. Se utilizan con ambas unidades de disquetes y con los discos duros; en otros casos, está insertado en la placa madre.
Esta transferencia de información que recibe y transmite a la unidad de disco consiste en diversos comandos, basados en los caracteres de control ASCII. Hace la conversión entre los patrones magnéticos de la superficie del disco en movimiento y los bits del buffer del dispositivo; estos patrones indican acciones como mover el cabezal de lectura/escritura, controlar la transferencia de información y fungir de intermediario entre la unidad de disco y el microprocesador. También con esta información, el disco debe ser capaz de mover radialmente el brazo hacia dentro y hacia afuera sobre la superficie del disco.  
Los controladores de disco más conocidos son el IDE, SATA, EIDE y SCSI.